# Hajrawank
Hajrawank – wieś w Armenii, w prowincji Gegharkunik. W 2011 roku liczyła 680 mieszkańców.